# Веселин Яневски
Веселин Яневски (25 август 1976 — 7 март 2022) — е български футболист, играл като вратар в отбора на „Родопа“ (Смолян).
От 1999 година започва работа като треньор на вратарите в ЦСКА.
Умира на 7 март 2022 на 45 годишна възраст.

## Успехи (като треньор на вратарите)
Кор Факан
- Шампион (1): 2018/19[3]